# Torrente de Cinca
Torrente de Cinca (Torrent de Cinca en catalán) es un municipio de la comarca del Bajo Cinca en la provincia de Huesca, situado en una altura, al sur de Fraga, en la orilla derecha del río Cinca.

## Geografía
Integrado en la comarca de Bajo Cinca, se sitúa a 107 kilómetros de la capital provincial. El término municipal está atravesado por la carretera N-211 entre los pK 319 y 328, además de por la autopista AP-2. El relieve del municipio está definido por el río Cinca, que hace de límite con la provincia de Lérida, y las pequeñas sierras que se elevan hacia el oeste al otro lado del río (sierra de la Ermita, sierra de la Piedra). El extremo occidental es más llano, estando integrado en los llamados Llanos de Cardiel. La altitud oscila entre los 415 metros en el extremo sur, en la sierra de la Piedra, y los 80 metros a orillas del río Cinca. El pueblo se alza a 109 metros sobre el nivel del mar. 
| Noroeste: Fraga                 | Norte: Fraga               | Noreste: Fraga                      |
| Oeste: Fraga                    |                            | Este: Masalcorreig (Lérida)         |
| Suroeste: Mequinenza (Zaragoza) | Sur: Mequinenza (Zaragoza) | Sureste: Granja de Escarpe (Lérida) |

### Clima
En Torrente la temperatura generalmente varía de 6 °C a 31 °C y rara vez baja a menos de 1 °C o sube a más de 34 °C. Las precipitaciones anuales medias rondan los 300 milímetros.

## Historia
- En marzo de 1174 el rey Alfonso II de Aragón dio a la orden del Hospital el lugar de Torrente (Delaville, Cartulaire, nº. 461, p. 316)
- En agosto de 1176 el maestre de Amposta dio la carta de población a Torrente (Archivo Histórico Nacional, Códice 804, p. 3-7)
- En 1391 era de la orden del Hospital (Archivo de la Corona de Aragón, Maestre Racional, Registro 2.400) y se le llamaba "Torrent de Cinqua"
- En 1610 era de la orden del Hospital (Labaña: Itinerario, p. 102)
- En 1845, según Madoz, Torrente tenía 100 casas, una pequeña fortaleza capaz para 100 hombres, un cárcel, 111 vecinos y 686 almas.

## Administración y política

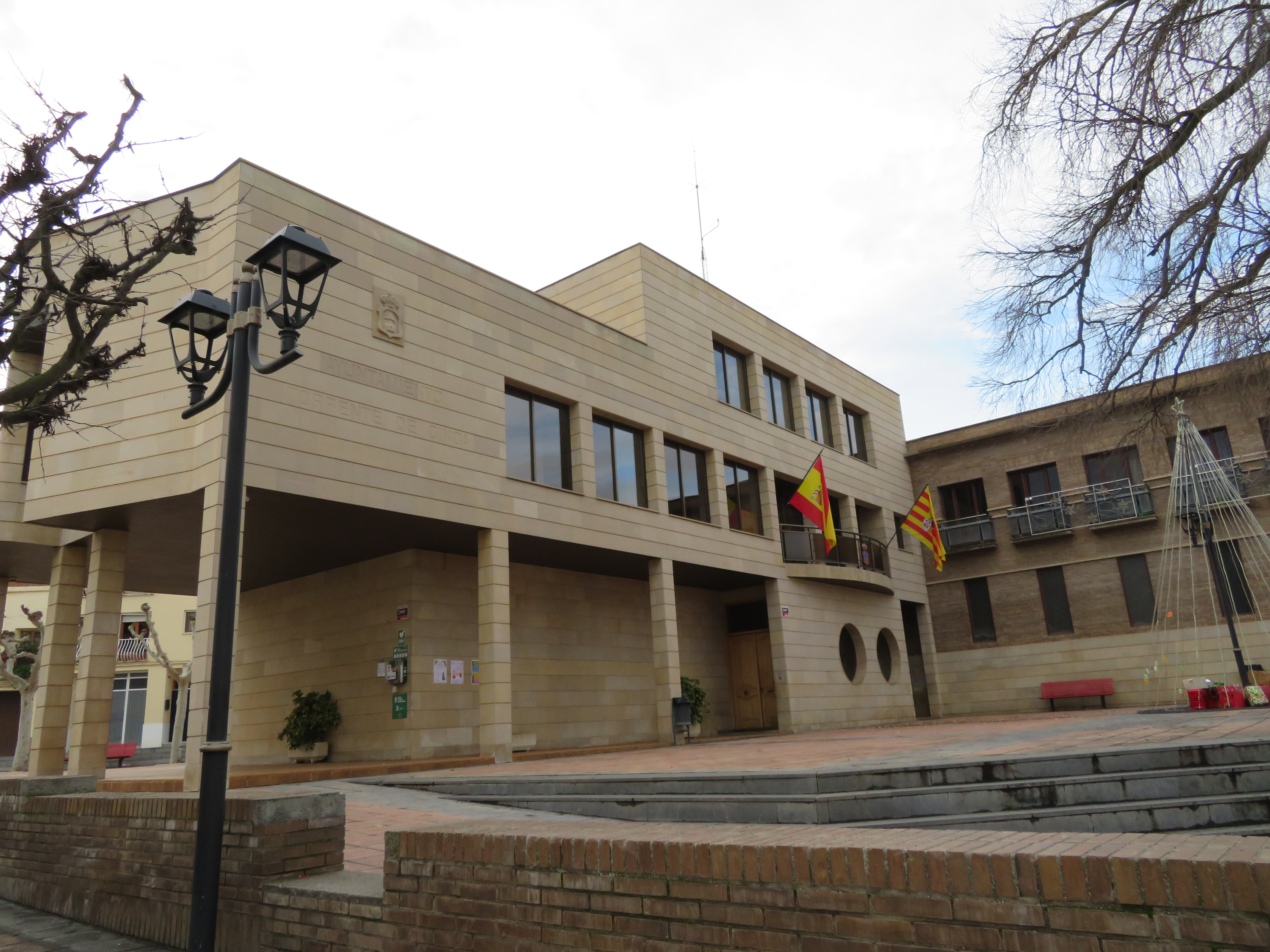
Ayuntamiento de Torrente de Cinca

| Período   | Alcalde                      | Partido |  |
| --------- | ---------------------------- | ------- |  |
| 1979-1983 | José Berenguer Fullona       | Ind.    |  |
| 1983-1987 | José Berenguer Fullona       | AP      |  |
| 1987-1991 | José Evaristo Cabistañ Cuchi | PSOE    |  |
| 1991-1995 | José Evaristo Cabistañ Cuchi | PSOE    |  |
| 1995-1999 | José Evaristo Cabistañ Cuchi | PSOE    |  |
| 1999-2003 | José Evaristo Cabistañ Cuchi | PSOE    |  |
| 2003-2007 | José Evaristo Cabistañ Cuchi | PSOE    |  |
| 2007-2011 | José Evaristo Cabistañ Cuchi | PSOE    |  |
| 2011-2015 | José Evaristo Cabistañ Cuchi | PSOE    |  |
| 2015-2019 | José Evaristo Cabistañ Cuchi | PSOE    |  |

| Partido político    | Partido político                                   | 2003   | 2007   | 2011   | 2015   |
| Partido político    | Partido político                                   | Ediles | Ediles | Ediles | Ediles |
|                     | Partido de los Socialistas de Aragón (PSOE-Aragón) | 6      | 5      | 5      | 9      |
|                     | Partido Aragonés (PAR)                             | 2      | 4      | 4      | —      |
|                     | Partido Popular de Aragón (PP)                     | 1      | —      | —      | —      |
| Total de concejales | Total de concejales                                | 9      | 9      | 9      | 9      |

## Demografía
Torrente de Cinca cuenta con una población de 1148 habitantes (INE 2024).
| Gráfica de evolución demográfica de Torrente de Cinca entre 1842 y 2021                                                                                       |
| |
| Población de derecho según los censos de población del INE Población de hecho según los censos de población del INEEn este censo se denominaba Torrente: 1842 |

| Nacionalidad | Hombres | Mujeres | Total | %     | Proporción |
| ------------ | ------- | ------- | ----- | ----- | ---------- |
| Española     | 376     | 421     | 797   | 69.2% |            |
| Extranjera   | 241     | 113     | 354   | 30.8% |            |

## Cultura

### Patrimonio
- Puente a modo de acueducto perteneciente a la época árabe.
- Restos de poblamientos romanos.
- Parroquia dedicada a Santa Magdalena (barroco aragonés), construida en planta basical y con tres naves.
- Ermita de San Salvador (renacentista), situada anexa a un antiguo convento de frailes trinitarios.

### Fiestas
- Día 17 de enero en honor de san Antonio Abad.
- Día 15 de mayo en honor de san Isidro Labrador (romería).
- Día 6 de agosto en honor de san Salvador (fiestas patronales).

## Personas destacadas
- Miguel Serrate y Aznar, nacido en 1905 y fallecido en Sevilla en 1981. Licenciado en Derecho. Director de la compañía de seguros SUR.
- Miguel Luis Juli Guardiola, nacido en 1926 y fallecido en Fuengirola en 1993. Periodista. Locutor y presentador de Radio Juventud de Málaga, Radio Fraga y Radio Popular de Lérida. Crítico teatral y cinematográfico del "Diario de Lérida". Concejal del Ayuntamiento de Lérida.